# 열대 기후

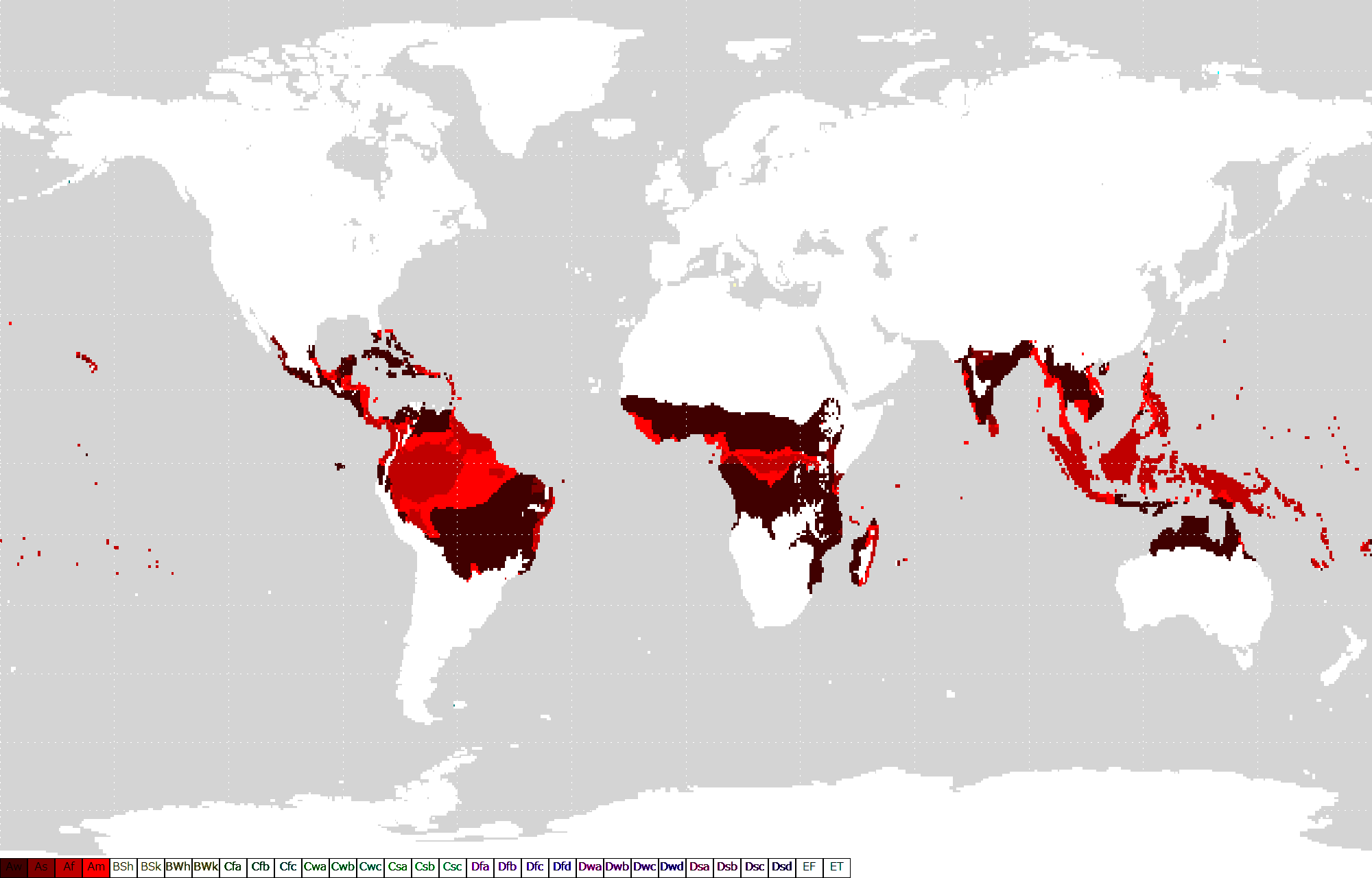
열대 기후의 분포 모습.

열대 기후(熱帶氣候)는 적도 인근의 저위도 지방의 기후이다. 남회귀선과 북회귀선 사이의 지역이 이 기후에 해당한다.
쾨펜의 기후 구분에 따르면 12달 내내 월 평균 기온이 18 °C 이상인 곳을 열대 기후라고 한다. 열대 기후는 아래와 같이 더 나눌 수 있다.
- 열대 우림 기후(Af) 12달 내내 월 평균 강수량이 60 mm 이상인 기후로 강수량이 한달 내내 100mm를 초과해도 성립 가능한 지대여도 당연히 적용된다.
- 몬순 기후(Am) 건기는 사바나 기후나 열대 하계 소우 기후와 비슷하나, 건기가 연 평균 3.5개월 이하이거나, 우기 내내 강우량이 열대 우림 못지않게 많아지게 되더라도 열대 몬순 기후가 성립될 수도 있다.
- 사바나 기후(Aw) 건기와 우기가 뚜렷하다.
- 열대 하계 소우 기후(As) 사바나 기후와 거의 비슷하나, 계절적으로 볼 때 동계 건기를 가진 Aw와 달리 지중해 성향이 짙은 하계 건기를 가지고 있다.

## 같이 보기
- 온난 습윤 기후
- 아열대